# Jacob Rupertus

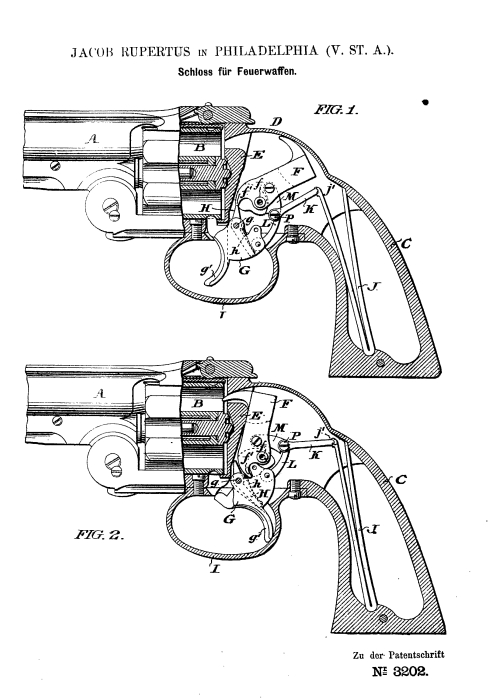
Jacob Rupertus, aus der Patentschrift Österreich No. 3202, „Schloss für Feuerwaffen“

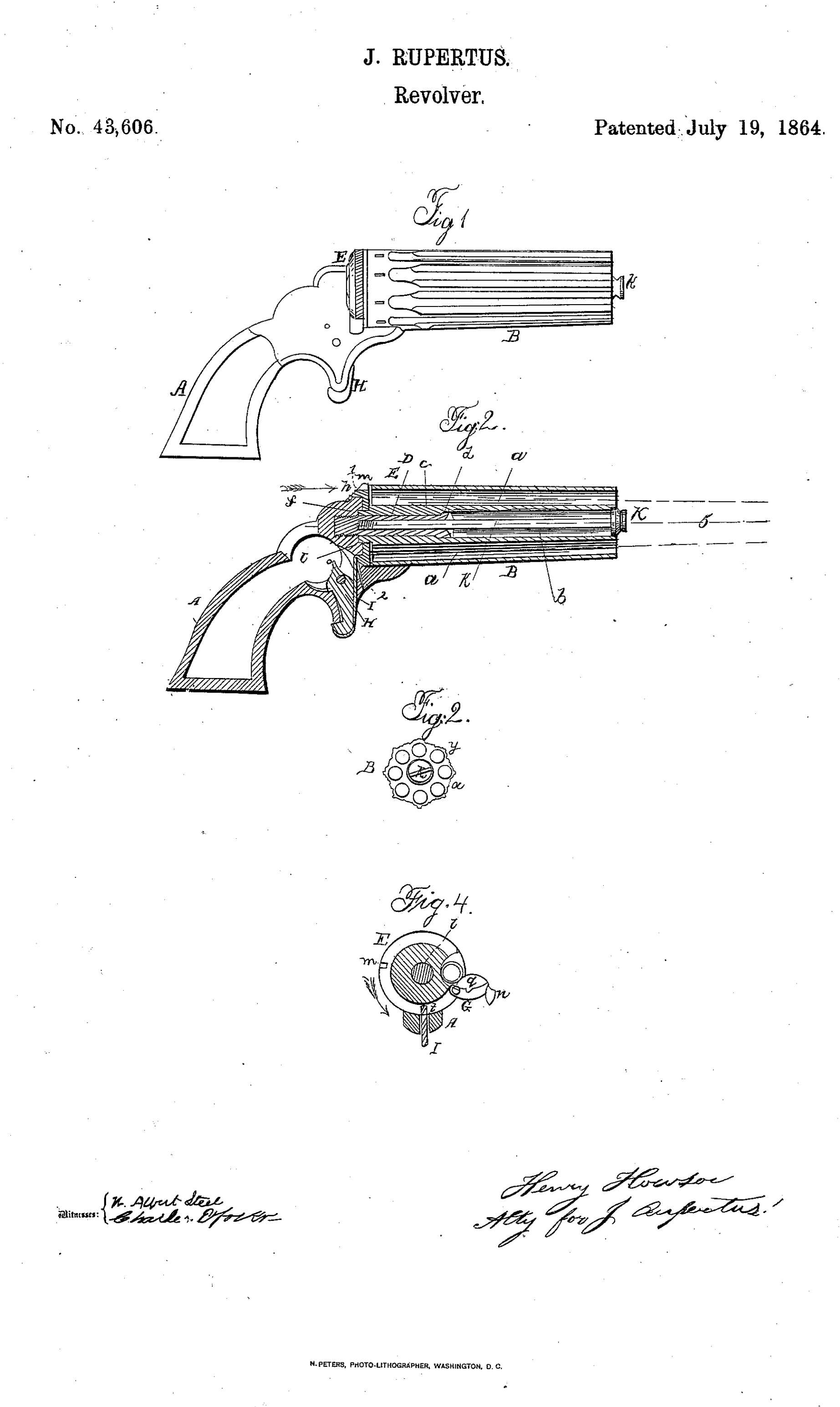
Jacob Rupertus, Originalzeichnungen der Patentschrift US43606 zum Bündelrevolver „Pepper-Box“

Jacob Rupertus (* 1822/1823 in Bayern; † 14. Februar 1921 in Laurel Springs, Pennsylvania) war ein US-amerikanischer Konstrukteur und Hersteller von Faustfeuerwaffen. Er darf nicht verwechselt werden mit Jacob Rupertus (1827–25. Juli 1900), der Lebensmittelhändler in Montgomery, PA, war.
In der englischen Patentschrift No. GB 1899 17520 wird seine Heimatadresse mit: „JACOB RUPERTUS, of 5519, Royal Street, Germantown, in the City and County of Philadelphia, and State of Pennsylvania, United States of America“ angegeben.
Der Sitz seiner zwischen 1859 und 1899 aktiven Firma namens Rupertus Patented Pistol Manufacturing Company lag in Philadelphia, 1924 North 4th Street. Die ehemaligen Firmengebäude an der Ecke North 4th Street und W. Hewsonstreet existieren im Jahre 2010 nicht mehr.  Insbesondere die  Bündelrevolver „Pepper-Box“ von Rupertus sind bekannt, von denen etwa 3.000 Stück hergestellt wurden. In den späten 1860er-Jahren produzierte er unter der Bezeichnung „Straight Line“ eine Anzahl von einschüssigen Taschenpistolen im Kaliber .36, Lauflänge 3½ Zoll und 4¼ Zoll, wenige dieser Billigprodukte tragen die Aufschrift RUPERTUS/PAT'D. Des Weiteren produzierte er Revolver und einläufige Schrotflinten.

## Patente
Rupertus ließ sich seine Erfindungen durch zahlreiche Patente absichern. So erhielt er am 19. Juli 1864 das US-Patent No.43.606 für eine Waffe der Bauart Bündelrevolver. Folgende US-Patente wurden auf seinen Namen registriert: 23,711 April 19, 1859, 23,952 May 10, 1859, 25,142 August 16, 1859, 37,059 December 2, 1862, 43,606 July 19, 1864, 69,707 October 8, 1867, 121,199 November 21, 1871 165,369 July 6, 1875, 169,848 November 9, 1875, 209,925 November 12, 1878, 633,734 September 26, 1899. Rupertus ließ weitere Patente zu Schusswaffen in England (No. GB 1899 17520) und Österreich (No. AT 3202) registrieren.